# Pop Song 89
«Pop Song 89» és el quinzè senzill de la banda estatunidenca R.E.M., el tercer extret de l'àlbum Green.
El videoclip va ser dirigit pel mateix líder de la cantant de la banda, Michael Stipe, i també hi apareix junt a tres dones ballant la cançó en topless. Això va provocar que es censurés el videoclip en el canal MTV per tapar els pits de les dones, i Stipe va imposar que es censuressin també els seus mugrons amb barres negres. Posteriorment van penjar el videoclip original a YouTube l'any 2011 indicant la restricció per edat.
Van editar una versió acústica que es va publicar com a cara-B en el box set The Automatic Box (1993), i també en un disc extra de la compilació In Time: The Best of R.E.M. 1988-2003 (2003).
La banda estatunidenca Motion City Soundtrack va versionar la cançó per la seva compilació Punk Goes 80's, publicada l'any 2005.

## Llista de cançons
Totes les cançons foren escrites i compostes per Bill Berry, Peter Buck, Mike Mills, Michael Stipe. 
| Núm.          | Títol                    | Durada |
| ------------- | ------------------------ | ------ |
| 1.            | «Pop Song 89»            | 3:03   |
| 2.            | «Pop Song 89» (acústica) | 2:58   |
| Durada total: | Durada total:            | 6:01   |